# Richard Rogers (ingénieur du son)
Pour les articles homonymes, voir Richard Rogers (homonymie) et Rogers.
Richard D. Rogers est un ingénieur du son américain.

## Filmographie (sélection)

### Cinéma
- 1984 : Portés disparus (Missing in Action) de Joseph Zito
- 1985 : L'Honneur des Prizzi (Prizzi's Honor) de John Huston
- 1986 : Platoon d'Oliver Stone
- 1987 : Wall Street d'Oliver Stone
- 1987 : Sens unique (No Way Out) de Roger Donaldson
- 1987 : Benji la malice (Benji the Hunted) de Joe Camp
- 1991 : Dans la peau d'une blonde (Switch) de Blake Edwards
- 1996 : The Crow, la cité des anges (The Crow : City of Angels) de Tim Pope
- 1996 : Ma femme me tue (Faithful) de Paul Mazursky
- 1997 : Argent comptant (Money Talks) de Brett Ratner
- 1998 : Ronin de John Frankenheimer

### Télévision
- 2002-2003 : Boomtown (24 épisodes)

## Distinctions

### Récompenses
- 1987 : Oscar du meilleur mixage de son pour Platoon